# Icnita

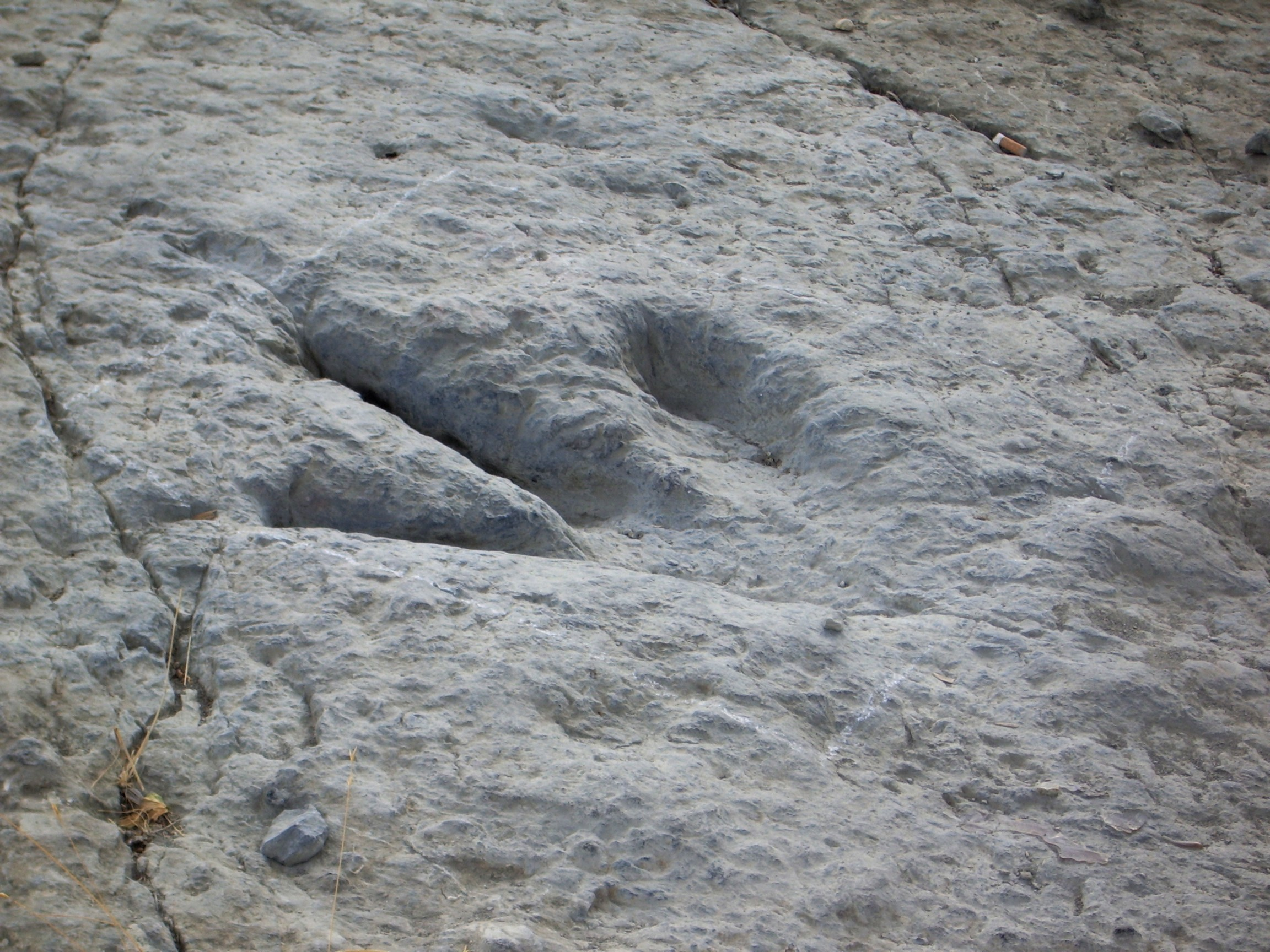
Huella de un terópodo encontrada cerca de Enciso (España).

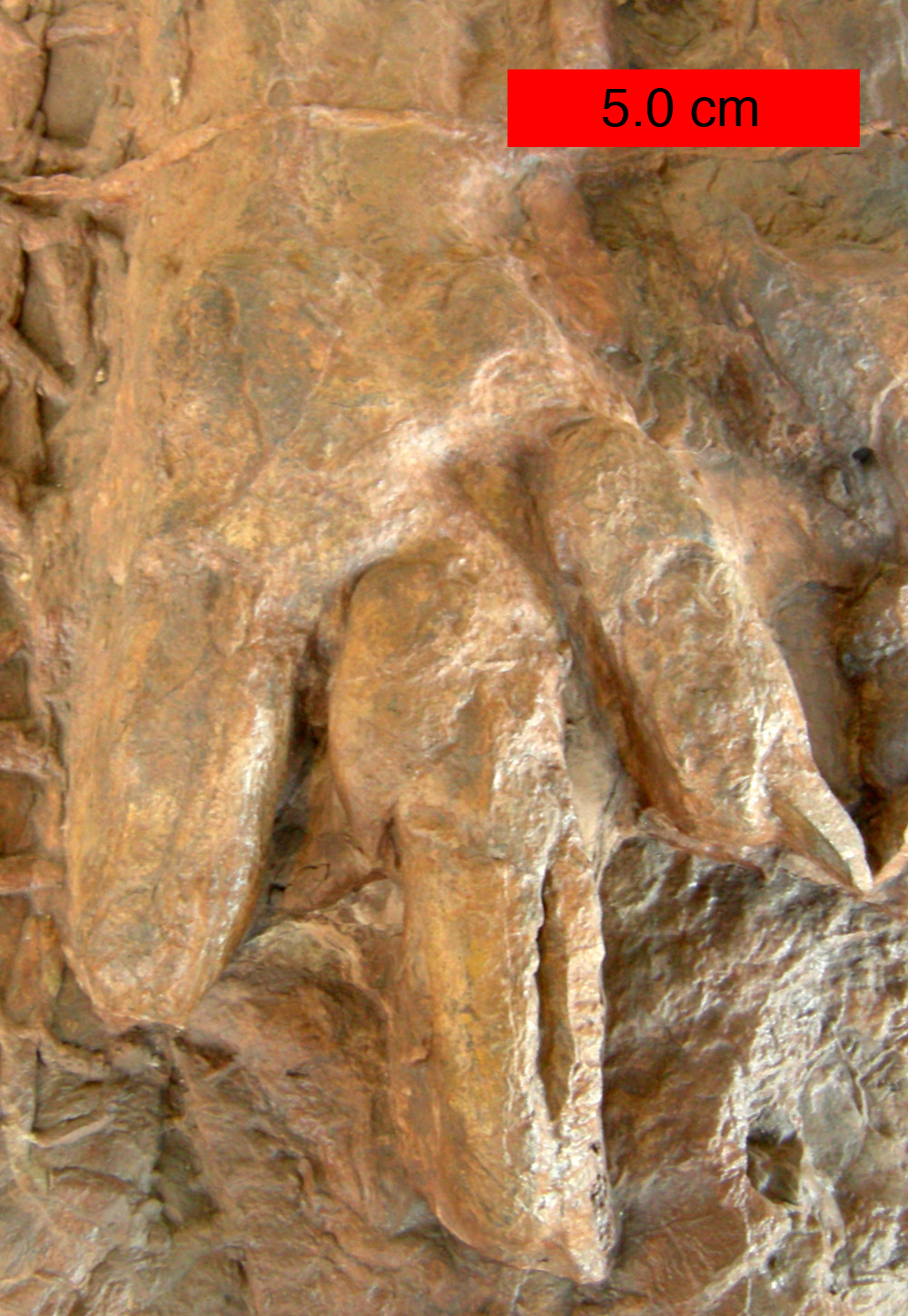
Eubrontes

Se denomina icnita a una huella o señal de actividad dejada en los sedimentos o las rocas por un organismo. Se utilizan como equivalentes los términos traza, pista, huella, marca y rastro. Inicialmente se vinculó el término icnita a aquellas marcas que fueran el producto de la pisada de un vertebrado, aunque tal restricción no está justificada. Para algunos autores «icnita» es equivalente a «icnofósil», mientras que para otros un icnofósil es una icnita fosilizada. Se clasifican en icnotaxones. La disciplina que estudia las icnitas se denomina icnología (Paleoicnología para el caso particular de las fosilizadas).

## Icnitas de dinosaurios
Son relativamente comunes las icnitas fosilizadas de dinosaurios. En zonas pantanosas o húmedas, las pisadas de grandes dinosaurios, tanto herbívoros como carnívoros, quedaron marcadas, y el paso del tiempo, la desecación y los sedimentos han hecho el resto.
Así, es posible encontrar icnitas en aquellos estratos geológicos formados durante la época en que vivieron los dinosaurios, es decir, en los correspondientes al Mesozoico, que incluye el Triásico, el Jurásico y el Cretácico. En estos estratos existen millones de huellas creadas por ellos, los cuales, aunque solamente podían dejar un esqueleto, podían producir un número incontable de huellas. Las huellas se formaron en ambientes muy diferentes a aquellos en los que se encuentran, pero son los mismos en los que es posible encontrar huellas hoy en día, como en las rías. las orillas de los ríos, desiertos, etc., pero siempre en zonas donde los aportes de sedimentos son altos.
Por las icnitas de dinosaurio no se puede deducir con exactitud la especie que las marcó.

### Yacimientos

#### España

##### Andalucía
El hallazgo más importante de huellas fósiles hasta la fecha se descubrió en Almonte (Huelva), concretamente en la playa de Matalascañas.Se trata de una superficie con más de 250 huellas de distintos animales ungulados y de neandertales de entre 150 000 y 300 000 años de antigüedad. Actualmente está siendo objeto de investigación por la Universidad de Huelva y la asociación almonteña del Parque Dunar organiza visitas guiadas, aunque dichas huellas son visibles exclusivamente con marea baja. Véase el artículo principal para más información.

##### La Rioja
La Rioja española destaca por su concentración de icnitas. Los yacimientos más importantes son Los Cayos en Cornago, el Árbol Fosilizado de Igea y el Yacimiento de La Era del Peladillo también en Igea, que contiene 1.766 huellas de dinosaurio, haciéndolo el primero de Europa y el tercero del mundo en cuanto a número de huellas, el Yacimiento de la Virgen del Prado en Inestrillas (Aguilar del Río Alhama), Yacimiento de Valdemayor en Cabezón de Cameros y los Yacimientos de Enciso y Navalsaz y otros no tan bien conservados como los anteriores en Muro de Aguas.
El Gobierno de La Rioja junto con otras Autonomías han solicitado la declaración de Patrimonio de la Humanidad para las icnitas ibéricas.

##### Castilla y León
En la comunidad autónoma de Castilla y León son importantes yacimientos las icnitas de Burgos y Soria, como son: Yanguas, Villar del Río, Bretun, Santa Cruz de Yanguas.

##### Asturias
Otros de los yacimientos más importantes de la península ibérica se encuentran en la costa de los dinosaurios de Asturias, monumento natural desde 2001 que se extiende en la costa oriental asturiana, desde Gijón hasta Ribadesella ; siendo alguno de los más importantes los yacimientos de la Griega en el concejo de Colunga o el de Tereñes en el concejo de Ribadesella. En Cataluña, se han encontrado alrededor de 3500 huellas de dinosaurios en el yacimiento de Fígols-Vallcebre de Fumanya, uno de los más importantes de Europa con restos fósiles del Cretácico Superior.

#### Otros países
En Argentina se destaca el gran yacimiento de Pehuen-Có.
En Perú se destaca el gran yacimiento de Antamina, Ancash con icnitas de dinosaurios terópodos y ornitópodos gigantes.
En Chile, se han encontrado huellas de dinosaurios terópodos en Baños del Flaco, formación de edad jurásica, Chacarilla (Cretácico inferior), Cerro La Isla (III Región), todas tan solo asignadas al sub-orden Theropoda. En Baños del Flaco (VI Región) también se han hallado huellas de saurópodos previamente asignadas por Casamiquela y Fasola a Iguanodonichnus frenkii y reasignadas posteriormente al género Parabrontopodus. Huellas de ornitópodos por otra parte han sido reportadas de Chacarillas y de Baño del Flaco donde se han descrito tres huellas distintas asignadas a Ornithopoda y una tercera descrita como Camptosaurichnus fasolae.